# Mazen Dukhan
Mazen Dukhan (en arabe : مازن دخان), est un médecin et homme politique syrien.

## Biographie
Mazen Muhammad Dukhan est né en 1969 à Idlib. Il est orthodontiste de profession. Il obtient cinq brevets dans ce domaine.
Le 19 juin 2018, des hommes masqués affiliés à Hayat Tahrir al-Cham tentent de l'enlever dans sa ferme, mais il est protégé par ses gardes du corps.
Le 28 février 2024, il est nommé ministre de la Santé du Gouvernement de salut syrien, administration locale de la région d'Idleb, contrôlée par les rebelles islamistes de Hayat Tahrir al-Cham.
Il est nommé ministre de la Santé du gouvernement de transition syrien dirigé par Mohammed al-Bachir après la libération de la Syrie, le 10 décembre 2024. Il est cependant remplacé par Maher al-Charaa quelques jours plus tard.